# 奧切雷圖瓦泰 (托克馬克市鎮)
47°20′15″N 35°56′31″E / 47.33750°N 35.94194°E
奧切雷圖瓦泰（烏克蘭語：Очеретувате）是位於烏克蘭東南部的村莊，由扎波羅熱州波洛希區的托克馬克市鎮負責管轄。該村始建於1786年，面積0.05平方公里，海拔高度113米，2001年人口658，人口密度每平方公里12,902人。